# 울산광역시학생교육원
울산광역시학생교육원(蔚山廣域市學生敎育院)은 지방교육자치에 관한 법률 제32조의 규정에 의하여 학생들에게 집단수련활동을 통한 심신단련과 민주시민 의식을 고취시키기 위하여 울산광역시교육청 산하에 설치된 소속기관이다.